# Сарисофор
Сарисофо́р (дав.-гр. σαρισσοφόρος, множина σαρισσοφόροι — «списоносець», «той, хто несе сарису») — піший воїн, що складав основу македонської фаланги. Назва походить від довгого списа — сариси.

## Озброєння
Озброєння сарисофора складалось з таких компонентів:
- довгий, до 6 метрів, спис — сариса, що утримувалась двома руками
- невеликий круглий щит, закріплений на передпліччі, щоб утримувати спис двома руками (невеликий у порівнянні з важким щитом гоплітів)
- відкритий полегшений шолом (у порівнянні з коринфським)
- відносно легка кіраса (у порівнянні з гоплітами), або ліноторакс (обладунки з багатьох шарів просмоленої тканини)
- короткий меч (ксифос або махайра)
- поножі (за діадохів практично зникли)

## Тактика
Як і гоплітів, їх підтримували пельтасти і пращники, але, на відміну від класичної фаланги, у македонській фаланзі кавалерія відігравала вкрай важливу роль, й багато зі своїх перемог Александр Македонський здобув завдяки поєднанню фаланги з важкою кавалерією — гетайрами.